# Journal of Political Economy

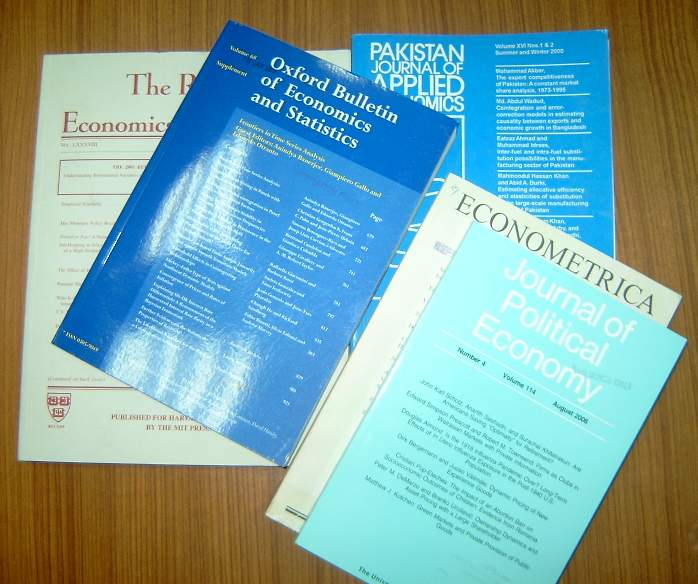
Journal of Political Economy e outras revistas de pesquisa acadêmica

O Journal of Political Economy é um jornal académico mensal com revisão por pares publicado pela University of Chicago Press. Estabelecido por James Laurence Laughlin em 1892, ele cobre economia teórica e empírica. No passado, a revista publicava trimestralmente desde a sua introdução até 1905, dez números por volume de 1906 a 1921 e bimestralmente de 1922 a 2019. O editor-chefe é Magne Mogstad (Universidade de Chicago).
É considerado um dos cinco principais jornais de economia.